# 过家鼎
过家鼎（1931年6月—2016年6月12日），男，籍贯江苏常州武进，生于上海，中华人民共和国政治人物、外交官。

## 生平
1952年，毕业于复旦大学英国文学系，同年赴朝鲜停战谈判中国人民志愿军代表团担任翻译、速记工作。1958年，赴波兰华沙担任中美大使级会谈的翻译、速记工作。1962年，进入外交部教育司翻译处，主要负责笔译定稿，并担任国家领导人口译工作。1971年，调任常驻联合国代表团，负责翻译工作。1981年，回国担任外交部翻译室副主任，后升任主任。1986年，出任中华人民共和国驻马耳他大使。1989年，出任中华人民共和国驻葡萄牙大使。1993年4月，任中葡联合联络小组中方首席代表。1997年，卸任退休。

## 作品
过家鼎笔名佳丁，有《巴顿将军》、《基辛格回忆录》、《美国经济概貌》、《中美谈判回忆录》等译作，主编《汉英时事外交词典》。

## 荣誉

### 外国勋章奖章
- 恩里克王子大十字勋章（葡萄牙語：Ordem do Infante D. Henrique）（葡萄牙，2014年5月9日公布[3]，2015年5月5日于北京葡萄牙驻华大使官邸颁发[4]）

## 家庭
夫人吴婉琪，两人育有一子一女。